# Editorial Comanegra
|  | Aquest article tracta sobre l'editorial catalana. Si cerqueu la muntanya, vegeu «Comanegra». |

Comanegra és una editorial independent amb seu a Barcelona, que publica en llengua catalana i castellana. Anualment publica una seixantena de títols i té un equip de cinc persones.
Fundada el 2007 pel garrotxí Joan Sala i Torrent, el nom prové de la muntanya de Comanegra, la més alta de la Garrotxa. El primer llibre publicat va ser el Diari d'un astre intercomarcal, de Quimi Portet. Poc després publicaria llibres com Cuina catalana de veritat, de Pere Sans, revisió i ampliació d'un clàssic de la gastronomia del país, i La Sra. Rius, de moral distraída, de Julià Peiró. El seu primer best-seller va arribar el 2010, amb La llei del mirall, de Yoshinori Noguchi, del qual es van arribar a vendre més de 100.000 exemplars. Poc a poc van ampliar el nombre de títols publicats, passant de 30 títols l'any el 2014, 45 el 2015 i 60 el 2016. Des de llavors ha publicat autors com Julià Guillamon, Xavier Theros, Arturo San Agustín, Alexandre Cirici, Jordi Sarsanedas i Janne Teller.
El 2018 va començar la sèrie de set novel·les «Matar el monstre», amb La primavera pendent d'Ada Castells. Miquel de Palol va tancar la col·lecció el 2019 amb Angèlica i Rafel. La sèrie també va comptar amb llibres de Mar Bosch, Julià de Jòdar, Susanna Rafart, Núria Cadenes i Jordi Coca.
El 2019 l'editorial va rebre una denúncia del sindicat unificat de policies de Balears contra el contingut del llibre On és l'Estel·la?, publicat pel segell barceloní. El Sindicat considerava que l'obra era una "apologia completa del colpisme separatista catalanista" i que incloïa "un conjunt de grollers insults, injúries i similars contra les forces i cossos de seguretat, contra la justícia i la democràcia". L'abril de 2021 les denúncies es van acabar arxivant
El 2022 va convocar, juntament amb Grup Focus, el primer Premi Santa Eulàlia de novel·la.